# Jiří Honajzer
Jiří Honajzer (* 18. září 1955 Opava) je český politik, v 90. letech 20. století poslanec České národní rady a Poslanecké sněmovny za Občanské fórum, poté za ODS a Unii svobody.

## Biografie
Před listopadem 1989 byl mj. házenkářem (brankářem) ligových týmů PS Olomouc a Cementárna Hranice a rovněž několikanásobným akademickým mistrem ČR v házené.
Po sametové revoluci se v únoru 1990 stal poslancem České národní rady v rámci procesu kooptací do ČNR jako bezpartijní, respektive za Občanské fórum. Mandát obhájil krátce poté v řádných volbách v roce 1990. Mandát obhájil ve volbách v roce 1992, nyní za ODS (volební obvod Jihomoravský kraj). Zasedal ve výboru pro vědu, vzdělání, kulturu, mládež a tělovýchovu a byl členem předsednictva ČNR.
Od vzniku samostatné České republiky v lednu 1993 byla ČNR transformována na Poslaneckou sněmovnu Parlamentu České republiky. Mandát obhájil ve volbách v roce 1996. V letech 1992-1997 působil jako předseda poslaneckého klubu ODS. V letech 1996-1998 byl místopředsedou PS PČR. V lednu 1998 přestoupil do nově utvořené Unie svobody. Poté post místopředsedy dobrovolně uvolnil Jaroslavu Zvěřinovi z ODS.
Na podzim 1997, v době eskalující vládní krize a sporů uvnitř ODS, patřil k politikům občanských demokratů, kteří mluvili o existenci tajného konta ODS ve Švýcarsku. Počátkem roku 1998 se již uvádí mezi členy připravované nové strany Unie svobody. 19. ledna 1998 pak ukončil členství v ODS. V květnu 1998 se vyjádřil ovšem kriticky o vedení Unie svobody a naznačil, že on by některé věci dělal jinak. V té době čelil aféře, kdy byl podezřelý z toho, že o tři roky dříve opsal a přejal část své dizertační práce z bakalářské práce studenta Jiřího Křečana. Honajzer ale obvinění označil za nepravdivá a zaměřená na jeho diskreditaci před volbami. Kauza nakonec měla dohru v roce 1999, kdy vědecká rada Univerzity Palackého rezignovala na vyslovení verdiktu a záležitost s údajným plagiátorstvím odkázala na případné soudní řízení. Předtím ovšem vedení filozofické fakulty této školy potvrdilo, že Honajzerova práce byla zčásti opsána.
V sněmovních volbách roku 1998 neúspěšně kandidoval za Unii svobody. V komunálních volbách roku 2002 neúspěšně kandidoval do zastupitelstva města Zlín za Unii svobody. Profesně se uvádí jako soukromý podnikatel.
V roce 1999 se uvádí jako spoluzakladatel investiční společnosti Quonex Group, která tehdy koupila akciový podíl v podniku Kovosvit Sezimovo Ústí. V roce 2007 se pak zmiňuje coby spolumajitel další investiční společnosti Synex, která ovládala Jihočeské papírny. Od roku 2013 je společníkem firmy BIOUHEL.CZ, s.r.o. V roce 2019 spoluzaložil nadační fond Biochar.foundation.
V prezidentských volbách v roce 2023 podpořil kandidaturu Karla Diviše.